# Ścigani (film)
Ścigani – amerykański film sensacyjny z 1996 roku. Jego akcja zlokalizowana jest w Atlancie i stanie Georgia, m.in. na Stone Mountain.

## Opis fabuły
Haker Mark Dodge zostaje skazany na więzienie za kradzież miliona dolarów z konta firmy korporacyjnej. Podczas robót drogowych ucieka wraz z przykutym do niego Charlesem Piperem. Zaczyna się pościg. Ściga ich policja pod wodzą szeryfa Pata Schillera i kubańska mafia. Ci ostatni z powodu dyskietki, na której zarejestrował finansowe operacje szefa mafii Mantajano, a skradzione pieniądze należały do nich.

## Główne role
- Laurence Fishburne – Charles Piper
- Stephen Baldwin – Mark Dodge
- Will Patton – detektyw Matthew 'Gib' Gibson
- Robert John Burke – szeryf federalny Pat Schiller
- Robert Hooks – porucznik Henry Clark
- Victor Rivers – Rico Santiago
- David Dukes – Chris Paine
- Ken Jenkins – Warden Nichols
- Michael Nader – Frank Mantajano
- Brittney Powell – Cindy Henderson
- Salma Hayek – Cora
- Steve Carlisle – Herb Foster
- Brett Rice – Thornhill